# 33-й пехотный полк (Австро-Венгрия)
33-й Венгерский пехотный полк (нем. Ungarisches Infanterie-Regiment Nr. 33) — венгерский пехотный полк Единой армии Австро-Венгрии.

## История
Образован в 1741 году. До 1915 года носил название 33-й Венгерский пехотный полк «Император Леопольд II» (нем. Ungarisches Infanterie Regiment «Kaiser Leopold II.
» Nr. 33). Участвовал в Наполеоновских войнах и Австро-итало-прусской войне.
Полк состоял из 4-х батальонов: 1-й, 2-й и 3-й базировались в Араде, 4-й — в Каттаро. Национальный состав полка по состоянию на 1914 год: 54 % — румыны, 28 % — венгры, 18 % — прочие национальности.
В 1914 полк сражался на Восточном фронте Первой мировой войны против русской армии в Галиции, под Бохней. Солдаты полка были захоронены на военном кладбище № 301 в Жегоцине. Позднее полк продолжил бои на Итальянском фронте Первой мировой войны, участвуя в битвах при Изонцо.
В ходе так называемых реформ Конрада с июня 1918 года число батальонов было сокращено до трёх: остались только 1-й, 2-й и 3-й батальоны.

## Шефы

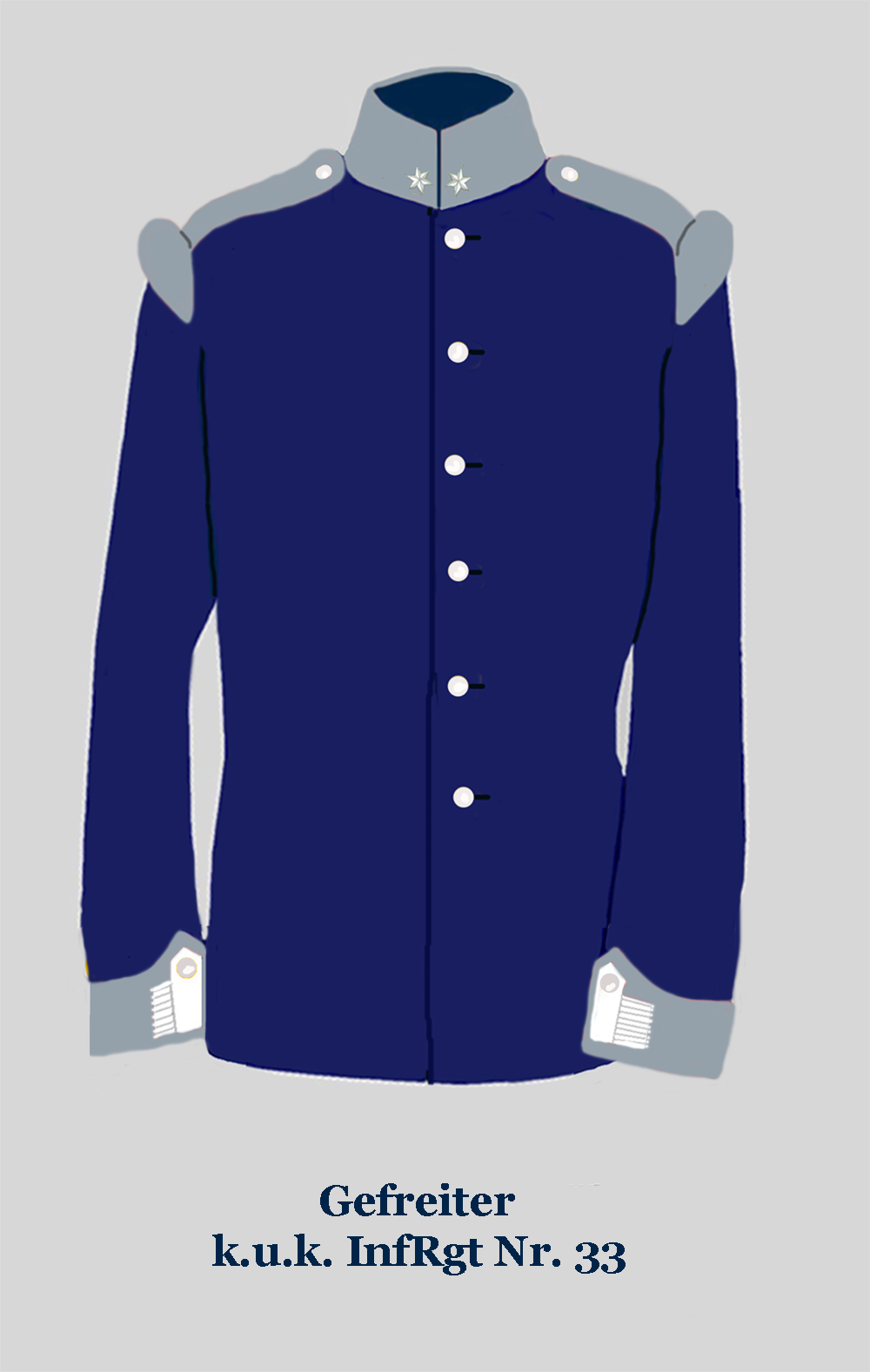
Мундир ефрейтора 33-го пехотного полка

- 1744 — 10 марта 1753: фельдмаршал-лейтенант Адам Йоханн Йозеф Андрашши фон Сент-Кирай (нем. Adam Johann Joseph Andrássy von Szent-Király)
- 1753 — 28 сентября 1790: фельдмаршал Николаус Йозеф Эстерхази фон Галанта (нем. Nikolaus Joseph Esterházy von Galántha), он же Миклош Йожеф Эстерхази (венг. Miklós József Esterházy)
- 1791 — 23 января 1808: фельдцейхмейстер Антон Старай фон Надь-Михай (венг. Anton Sztáray von Nagy-Mihály)
- 1809 — 23 июля 1822: фельдцейхмейстер Иеронимус Карл фон Коллоредо-Мансфельд (нем. Hieronymus Karl von Colloredo-Mannsfeld)
- 1823—1845: фельдмаршал Эмерих фон Баконь (нем. Emerich von Bakony)
- 1845 — 21 ноября 1868: фельдцейхмейстер Франц Дьюлай фон Марош-Немет унд Надашка (нем. Franz Gyulai von Máros-Németh und Nádaska)
- 1869—1887: фельдцейхмейстер Эмиль Кушшевич фон Самобор (нем. Emil Kussevich von Szamobor)[10]
- 1888—1918: император Леопольд II («навечно»)[10]

## Командиры
- 1859: полковник Лотар Роткирх унд Пантен (нем. Lothar Rothkirch und Panthen)[11]
- 1865: полковник Лотар Роткирх унд Пантен (нем. Lothar Rothkirch und Panthen)[12]
- 1873: полковник Людвиг Больцан фон Кронштатт (нем. Ludwig Bolzano von Kronstatt)
- 1879: полковник Йозеф Велликан де Бологмезё (венг. Joseph Wellikán de Boldogmezö)[13]
- 1903—1904: полковник Вильгельм Ваксманн (нем. Wilhelm Wachsmann)
- 1905—1908: полковник Альберт Дитрих (нем. Albert Dietrich)[14]
- 1909: полковник Зигмунд фон Герхаузер (нем. Siegmund von Gerhauser)
- 1910—1912: полковник Александр Барбини (нем. Alexander Barbini)
- 1913—1914: полковник Фридрих Тобис (нем. Friedrich Tobis)[10]
- 1914: полковник эдлер Симон Барза фон Барнхёффт (нем. Simon Barza von Barnhöfft)[2]